# Accord sur la conservation des cétacés de la mer Noire, de la Méditerranée et de la zone Atlantique adjacente
 (novembre 2022).
L’Accord sur la Conservation des Cétacés de la Mer Noire, de la Méditerranée et de la zone Atlantique adjacente (ACCOBAMS) est traité de conservation de la biodiversité basé sur la coopération. Son objectif est de réduire les menaces qui pèsent sur les cétacés notamment en améliorant l’état des connaissances sur ces animaux.
Cet accord intergouvernemental concrétise la volonté des pays parties de préserver toutes les espèces de cétacés et leurs habitats dans l’aire géographique de l’accord, en imposant des mesures plus restrictives que celles définies dans les textes précédemment adoptés[source secondaire souhaitée].
ACCOBAMS est le fruit de consultations[source secondaire souhaitée] menées entre les Secrétariats de quatre conventions :
- la Convention de Barcelone pour la protection du milieu marin et du littoral de la Méditerranée et son Protocole relatif aux aires spécialement protégées et à la diversité biologique en Méditerranée,
- la Convention de Bonn sur la conservation des espèces migratrices appartenant à la faune sauvage,
- la Convention de Berne relative à la conservation de la vie sauvage et du milieu naturel de l’Europe,
- la Convention de Bucarest sur la protection de la Mer Noire contre la pollution.

Tenant compte du caractère migratoire de ces espèces, l'Accord a finalement été conclu sous les auspices de la Convention de Bonn (PNUE/CMS).
ACCOBAMS a été signé le 24 novembre 1996 et est entré en vigueur le 1er juin 2001.

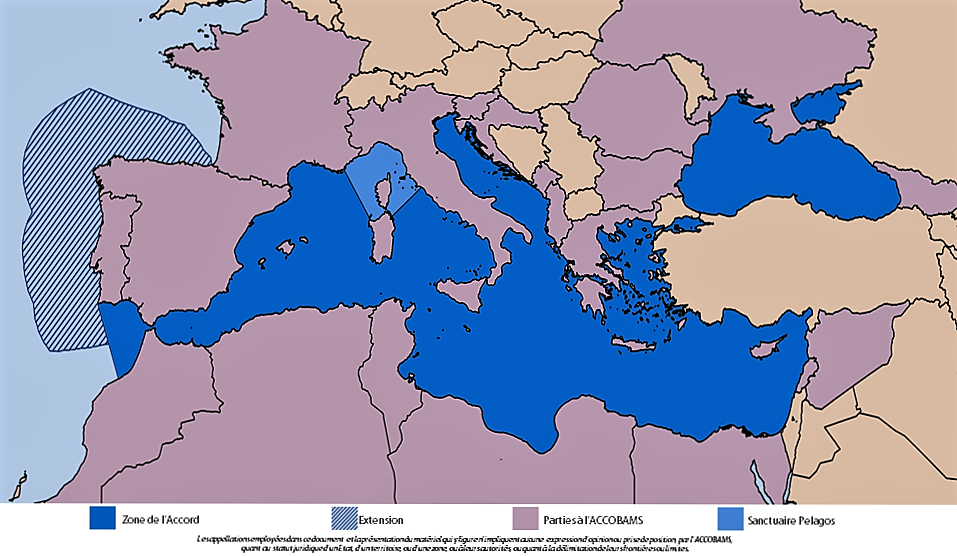

La zone de l’Accord est constituée de toutes les eaux maritimes de la Mer Noire, de la Méditerranée et de la zone Atlantique adjacente située à l’ouest du Détroit de Gibraltar. Elle inclut le Sanctuaire Pelagos pour les mammifères marins en Méditerranée nord-occidentale  établi par la France, l’Italie et Monaco.
L’ACCOBAMS est le premier accord qui lie les Pays de ces sous-régions pour un travail commun portant sur la conservation des cétacés[source secondaire souhaitée]. L’un des aspects novateurs de l’accord est d’inclure dans son application les pays non riverains dont les navires exercent dans la zone des activités susceptibles de porter atteinte à la conservation des cétacés[source secondaire souhaitée].
En 2010, les parties à l’ACCOBAMS ont adopté une Résolution pour étendre en Atlantique l’aire géographique de l’accord aux Zones Économiques Exclusives de l’Espagne et du Portugal[source secondaire souhaitée].
En 2014, L'ACCOBAMS a déposé une marque promulguant une observation des baleines ("whale watching") respectueuse des animaux et de l'environnement marin : le label "High Quality Whale Watching".
En 2022, l'accord compte 24 parties : Albanie, Algérie, Bulgarie, Chypre, Croatie, Égypte, Espagne, France, Géorgie, Grèce, Italie, Liban, Libye, Malte, Maroc, Monaco, Monténégro, Portugal, Roumanie, Slovénie, Syrie, Tunisie, Turquie et Ukraine.